# Wollin, Potsdam-Mittelmark

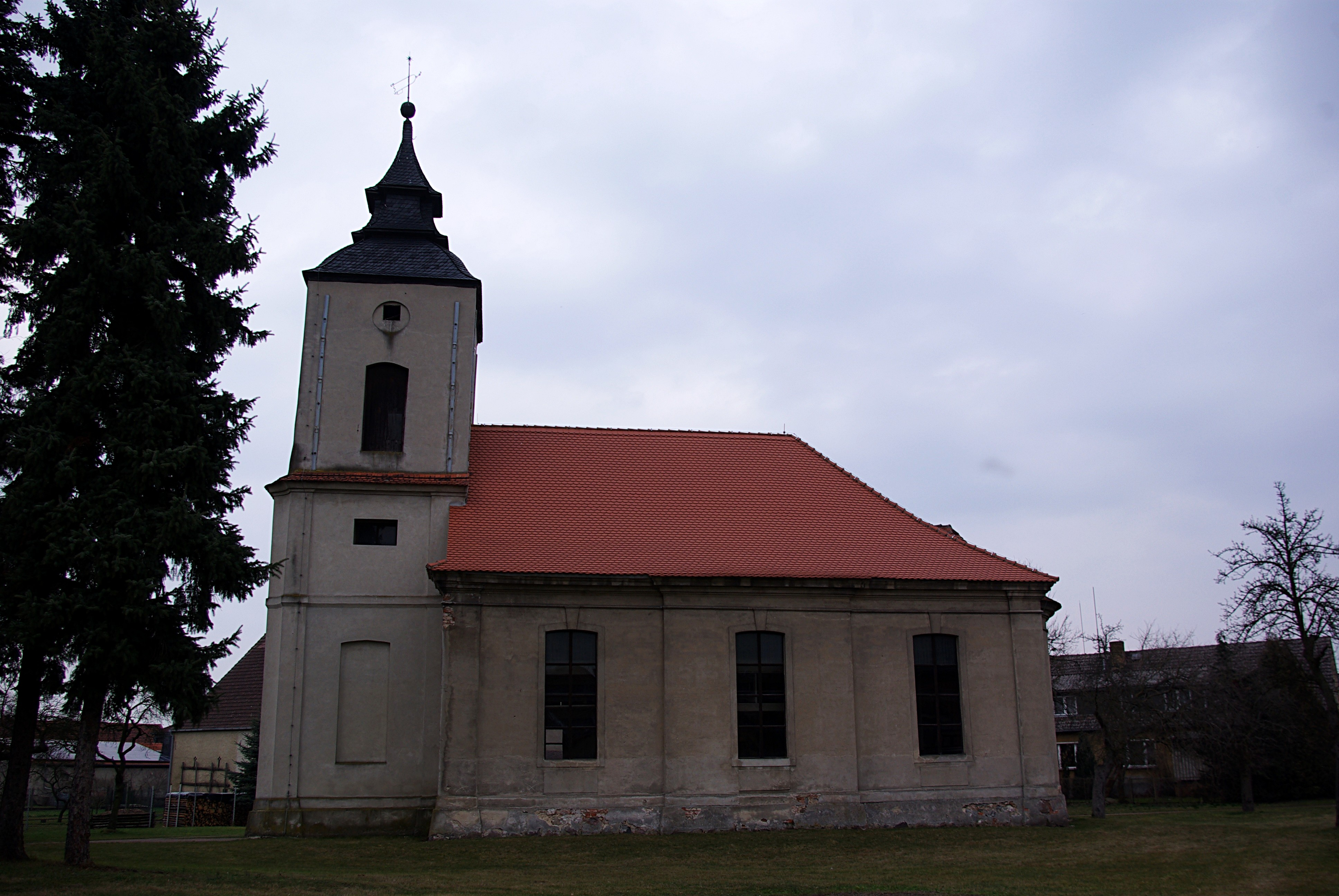
Church

Wollin (phát âm tiếng Đức: [vɔˈliːn]) là một đô thị thuộc huyện Potsdam-Mittelmark, bang Brandenburg, Đức. Lưu trữ ngày 26 tháng 7 năm 2008 tại Wayback Machine